# Ole Fick
Ole Fick (født 1. november 1948 i Kgs. Lyngby) er en dansk skuespiller, maler, musiker og tegnefilmsdubber. Har siden slutningen af 1960'erne været guitarist/forsanger i bandet Burnin Red Ivanhoe. Har sideløbende med sin musikalske karriere medvirket i en lang række børneprogrammer, bl.a. Ude på Noget, Hvorfor Uglen I Hulen samt leveret stemmen til den danske udgave af Postmand Per. 
Han har derudover gjort sig bemærket, ved at medvirke i Monrad og Rislund's shows sammen med Øyvind Ougaard. En af hans kendte personer er doktor Leo Lummerkrog, som både har medvirket i Monrad og Rislunds shows samt på P3-programmet Det der om søndagen. Foruden figurer i tegne- og dukkefilm, har han også lagt stemme til mågen Kaj fra Scandlines' reklamefilm.
Fick begyndte at udstille malerier i 2010. I starten af 2013 indtrådte Ole Fick i bestyrelsen omkring den nye kunstretning: Humorisme 

## Filmografi

### Film
- Casanova (1990)
- Balladen om Holger Danske (1996)
- Krummerne - Så er det jul igen (2006)

### Tv-serier
- Ude på noget (1984)
- Gufol mysteriet (1997)
- TAXA (1997-1999)
- Ørnen (2004)
- Postmand Per

### Tegnefilmsdubber
- Aristocats (1970)
- Powerpuff Pigerne (1998-2005)
- Looney Tunes (1955-nu)
- Ben 10 (2005)
- Buzz! Junior: Dinos (2008)
- Byggemand Bob (1999)
- Lady og Vagabonden 2: Vaks på eventyr (2001)